# RBD
RBD was een populaire Mexicaanse, voor de Latin Grammy Award genomineerde popband, voortgekomen uit de telenovela Rebelde. De band voerde als logo een schild. In maart 2009 ging de groep uit elkaar.

## Geschiedenis
RBD kwam voor het eerst in beeld toen ze in oktober 2004 hun debuutsingle "Rebelde" uitbrachten in Mexico. Het nummer stond twee maanden op nummer 1 in Mexico, waarna in december 2004 onder dezelfde titel een debuutalbum uitkwam. Het album werd diamant in Mexico, wat betekende dat er meer dan 500.000 exemplaren van waren verkocht. Rebelde stond bovendien ruim 60 weken in Billboards Top 50 Latin Albums en behaalde de nummer 2-positie. Andere singles van het album waren "Solo Quédate" en "Silencio", de ballad "Sálvame" en "Un Poco de Tu Amor". Deze waren alle succesvol in Mexico en de VS.
Halverwege 2005 begon de band aan de opname van een Portugese versie van hun debuutalbum, Rebelde (Edição Brasil), bestemd voor de Braziliaanse fans, die uitkwam in november 2005. Beide versies van het album kwamen in Brazilië op nummer 1 terecht, waarmee RBD gelijk een record vestigde door met beide albums in verschillende talen tegelijkertijd in de top tien te staan. Van beide albums samen werden in Brazilië meer dan 600.000 exemplaren verkocht, wat de groep een diamanten plaat opleverde. Wereldwijd zijn er van het album zeker meer dan twee miljoen exemplaren verkocht, mogelijk zelfs drie. In juli van hetzelfde jaar kwam de band met een live-cd/dvd getiteld Tour Generación RBD en Vivo, die een opgenomen concert in het Palacio de los Deportes in Mexico-Stad bevatte. Drie maanden later, in oktober 2005, verscheen al het tweede studioalbum. Nuestro Amor was het volgende album. De gelijknamige single werd plaatselijk de vierde nummer 1-hit voor RBD. Ook dit album werd een groot succes in Brazilië, Mexico en de VS en ook hiervan werden er wereldwijd meer dan twee miljoen exemplaren verkocht. Ook van dit album werd voor Brazilië een speciaal Portugese versie opgenomen: Nosso Amor Rebelde (Edição Brasil) verscheen in mei 2006.
Tijdens een handtekeningsessie van RBD in São Paulo in 2006 werden een 38-jarige vrouw en haar twee kinderen onder de voet gelopen en vielen 42 andere gewonden. Niet lang erna, in april, kwam de tweede live-cd/dvd uit, Live in Hollywood. Het album bevatte akoestische uitvoeringen van nummers van vorige studioalbums, opgenomen op 7 januari in de Palacio de los Deportes in Los Angeles. In juni 2006 eindigde Rebelde na 440 afleveringen, verdeeld over drie seizoenen. Hierna bracht RBD het nieuws naar buiten dat ze werkten aan twee nieuwe albums, een nieuw Spaans en een eerste Engelstalig album. Celestial, het Spaanstalige album, verscheen op 21 november van hetzelfde jaar. Ook voor Brazilië werd weer een Portugese versie opgenomen. Het album kwam nieuw binnen op nummer 15 in de Billboard 200, het eerste album van RBD dat de top 20-positie bereikte. Met "Ser o Parecer" als eerste single stond het album 9 weken op nummer 1 in de Top Latin Albums van de VS. Het album kwam op nummer 1 in verschillende Latijns-Amerikaanse landen, in Mexico en Brazilië bereikte het de nummer 2- en 3-positie.
Het eerste Engelstalige album, Rebels, kwam lager binnen dan het Spaanse Celestial en verkocht slechter dan de Spaanse plaat. Rebels, met Engelse versies van zes nummers van eerdere albums plus met zes opnieuw gezongen liedjes, kwam binnen op nummer 40 in de VS met 'slechts' 94.000 verkochte exemplaren in de eerste week. Het album was wel populair in Brazilië: het stond drie weken op nummer 1.
Het jaar 2006 leverde de band een Latin Grammy Award-nominatie op in de categorie 'beste popalbum van een duo of groep' voor Nuestro Amor. Het jaar eindigde met het nieuws dat de band een sitcom ging opnemen. In maart 2007 waren de eerste afleveringen van RBD: La Familia te zien. Eveneens in maart begon RBD aan de eerste wereldtournee, waarbij concerten werden gegeven in Zuid- en Noord-Amerika, delen van Europa (de meeste in Spanje) en Japan, waar ook in maart een speciale versie van Rebels verscheen.

## Discografie

### Albums
- Rebelde (2004)
- Tour Generacion en Vivo (2005)
- Nuestro Amor (2005)
- Live in Hollywood (2006)
- Celestial (2006)
- Rebels (2006)
- RBD: La Familia (2007)
- Tour Celestial 2007: Hecho en España (2007)
- Empezar desde Cero (2007)
- Para Olvidarte de Mi (2009)

### Singles
| Jaar | Single                     | Van het album        |
| ---- | -------------------------- | -------------------- |
| 2004 | "Rebelde"                  | Rebelde              |
| 2005 | "Solo Quédate en Silencio" | Rebelde              |
| 2005 | "Sálvame"                  | Rebelde              |
| 2005 | "Un Poco de Tu Amor"       | Rebelde              |
| 2005 | "Nuestro Amor"             | Nuestro Amor         |
| 2005 | "Aún Hay Algo"             | Nuestro Amor         |
| 2006 | "Tras de Mí"               | Nuestro Amor         |
| 2006 | "Este Corazón"             | Nuestro Amor         |
| 2006 | "No Pares"                 | Live in Hollywood    |
| 2006 | "Ser o Parecer"            | Celestial            |
| 2006 | "Tu Amor"                  | Rebels               |
| 2007 | "Celestial"                | Celestial            |
| 2007 | "Bésame Sin Miedo"         | Celestial            |
| 2007 | "Inalcanzable"             | Empezar desde Cero   |
| 2008 | "Empezar Desde Cero"       | Empezar Desde Cero   |
| 2008 | "Y no puedo olvidarte"     | Empezar Desde Cero   |
| 2009 | "Para Olvidarte de Mí"     | Para Olvidarte de Mí |

- International Standard Name Identifier: 0000 0001 1957 5224
- Library of Congress Control Number: no2006067719
- MusicBrainz: 5bae9c05-fabd-420f-b806-c5b8ba88bd7e
- Virtual International Authority File: 149545795